# Concroce parva
Concroce parva är en insektsart som beskrevs av Mansell 1981. Concroce parva ingår i släktet Concroce och familjen Nemopteridae. Inga underarter finns listade i Catalogue of Life.